# Бунта (Алба)
Бунта (рум. Bunta) насеље је у Румунији у округу Алба у општини Рошија Монтана. Oпштина се налази на надморској висини од 695 m.

## Становништво
Према подацима из 2002. године у насељу је живело 38 становника, од којих су сви румунске националности.